# 春日良一
春日 良一（かすが りょういち、1955年6月22日 - ）は、日本のスポーツコンサルタント。ペンネームは「明日香 羊」（Yo Asuka）。妻は平泳ぎの選手だった長崎宏子。

## 来歴
長野県出身。長野県長野高等学校では、北村晴男（弁護士・タレント）と同学年だった。上智大学文学部哲学科を卒業した1978年に、日本体育協会に入る（1991年3月まで在籍）。
1991年4月に日本オリンピック委員会に入り（1995年5月まで在籍）、国際業務部参事として、上田宗良らと共に世界を駆け巡った。1998年に開催された長野オリンピックの招致委員会に出向し、招致活動の渉外参事も務めた。オリンピック日本代表選手団本部員を通算5大会で経験した。
独立し、1995年6月にスポーツコンサルティング会社「ゲンキなアトリエ」を設立。その代表として、スポーツイベントのプロデュースや、アスリートサポート（格闘家のタカ・クノウなど）を手掛けてきた。
経験を活かし、オリンピック関連のテーマでのメディア出演（コメント）もある。
2021年、コロナ禍にて東京五輪の開催が危ぶまれた際に、取材に対して「IOCが中止すると言う前に日本側から五輪開催を返上するようなことになったら、IOCに見切りをつけられます。培ってきた信頼を失い、もう二度と、日本で五輪を開催することはできないでしょう」と見解を述べた。